# Kifl Haris
Kifl Haris (àrab: كفل حارس, Kifl Ḥāris) és un municipi palestí de la governació de Salfit, a Cisjordània, 6 kilòmetres a l'oest de Salfit i a 8 kilòmetres al sud de Nablus, al nord-oest de l'assentament israelià d'Ariel. Segons l'Oficina Central Palestina d'Estadístiques tenia 3.248 habitants el 2007.

## Història
S'hi ha trobat terrissa de l'Edat de Bronze, de l'Edat de Ferro, persa, hel·lenística-romana, romana d'Orient/omeia, croada/aiúbida i mameluc.

### Època otomana
En 1517 la vila fou incorporada a l'Imperi Otomà amb la resta de Palestina, i en 1596, Kafr Harit apareix als registres fiscals otomans com a part de la nàhiya o subdistricte de Jabal Qubal del liwà o districte de Nablus. Tenia una població de 54 llars, totes musulmanes. Pagaven impostos per ingressos ocasionals, cabres i / o ruscs, i una quantitat fixa. També s'hi ha trobat ceràmica de principis de l'època otomana.
A finals del domini otomà, en 1870, l'explorador francès Victor Guérin arribà la vila després de caminar a través de «belles plantacions de figueres i oliveres.» Va estimar que tenia 600 habitants. Guérin va donar a la vila el nom de Kefil Haris. El Wely el va marcar en el mapa de la dècada del 1880 del Fons per a l'Exploració de Palestina com a Sheikh Ata, 1 milla al nord-est de Kefr Haris, que rebia el nom del Sheikh Khather. També li va cridar l'atenció les restes d'una antiga torre de guaita feta de pedres ben tallades, entre Deir Estia i Kefr Haris. En el darrer lloc hi va trobar dues columnes de marbre trencades al mur de la mesquita.
En 1882 fou descrita com «una vila petita en un terreny elevat, amb olivers a l'est. Hi ha tres llocs sagrats, Neby Kifl, Neby Nun, i Neby Lusha.»

### Època del Mandat britànic
En el cens de Palestina de 1922 organitzat per les autoritats del Mandat Britànic de Palestina Kufr Hares tenia 373 musulmans, que augmentaren a 562 en el cens de 1931 tots musulmans, en un total de 130 llars.
En 1945 la població era de 770 musulmans en una àrea total de 9,393 dúnams, segons un cens oficial de terra i població. D'aquests, 4,117 eren per plantacions i terra de rec, 2,131 per a cereals, mentre que 32 dúnams eren classificats com a sòl edificat.

### Després de 1948
Després de la de la Guerra araboisraeliana de 1948, i després dels acords d'Armistici de 1949, Kifl Haris va restar en mans de Jordània. Després de la Guerra dels Sis Dies el 1967, ha estat sota ocupació israeliana. Després dels Acords d'Oslo el municipi ha estat posat sota control civil palestí, en que és conegut com a Àrea B. Les visites dels pelegrins jueus a Kifl Hares són coordenades pels militars israelians.

## Tomba de Josuè
Segons una tradició samaritana, recollida en 1877, les tombes de Josuè i Caleb són a Kifl Haris.
La tradició bíblica posa les tombes de Josuè, Caleb, i Nun segons  Josuè:24:30-HE a Timnath-heres que se li atribueix l'actual localització de Kifl Haris. Milers de persones fan peregrinació a les tombes en la commemoració anual de la mort de Josuè, el 26 de Nisan del calendari hebreu.

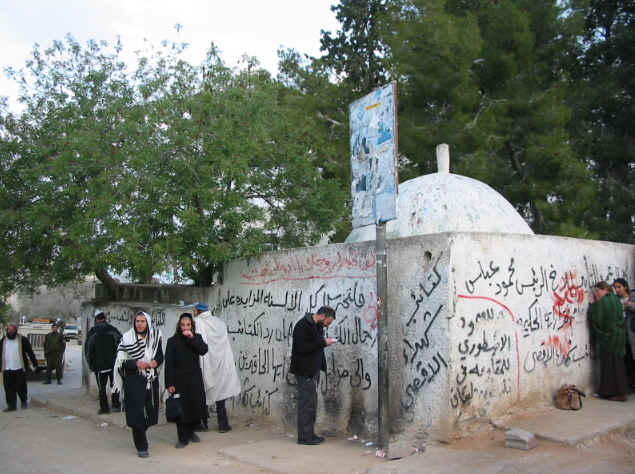
Tomba de Josuè

## Conflicte palestino-israelià
Segons l'Oficina de les Nacions Unides per a la Coordinació d'Assumptes Humanitaris tres residents locals foren morts durant la Primera Intifada i un durant la Segona Intifada.
En 14 de març de 2013, Adele Biton fou greument ferida (després va morir de les ferides), i la seva mare i dues germanes ferides lleugerament, després que el seu cotxe fos impactat per pedres llençades per joves palestins al camí vora la vila. Cinc joves de Kifl Haris foren jutjats per un tribunal militar com a responsables de l'incident, i en febrer de 2015 el cas encara no era tancat.
En juny de 2014 Jamil Ali Abed Jabir va morir durant un atac nocturn de les FDI. Els vilatans van dir que va patir un atac de cort mentre defensava la seva llar. Segons un portaveu militar israelià, la seva casa no fou atacada.
En 2015 un tour israelià al lloc fou precedit d'un comboi militar que clausurà les entrades a la vila i imposà el tancament durant hores de totes les viles del poble als turistes israelians que visitarien les tombes.